# قائمة المعالم الذي دمرت أو تضررت بسبب تغير المناخ
هذه قائمة بالمعالم الطبيعية أو المعالم التي أنشأها الإنسان والتي دُمِّرت أو تضررت نتيجة مباشرة أو غير مباشرة لتغير المناخ الناجم عن الأنشطة البشرية، كارتفاع مستوى سطح البحر، الأمطار الغزيرة، الفيضانات، الحرائق، وغيرهاh من الكوارث البيئية المرتبطة بتغير المناخ.

## معالم دُمرت بالكامل
| المعلم                                  | الموقع                                    | الوصف                                                     | طريقة التدمير                                              | تاريخ التأثير | مرجع  |
| --------------------------------------- | ----------------------------------------- | --------------------------------------------------------- | ---------------------------------------------------------- | ------------- | ----- |
| Double Arch                             | منطقة غلين كانيون، يوتا، الولايات المتحدة | تكوين جيولوجي من الحجر الرملي عمره 190 مليون سنة          | انهار بسبب تغير مستويات المياه والتعرية                    | 9 أغسطس 2024  | [ 1 ] |
| محمية Big Chico Creek البيئية           | مقاطعة بوت، كاليفورنيا                    | محمية تعليمية مساحتها 7800 فدان مملوكة لجامعة ولاية تشيكو | تدمرت بالكامل بفعل حريق "بارك فاير" المرتبط بموجة حر شديدة | يوليو 2024    | [ 2 ] |
| كنيسة سانت ماري وسانت جورج الأنغليكانية | جاسبر، ألبرتا، كندا                       | كنيسة تاريخية تعود إلى عام 1914                           | دمرت بالكامل في حريق غابات                                 | 24 يوليو 2024 | [ 3 ] |
| منزل كيلوج                              | ريتش بار، كاليفورنيا                      | مبنى بلدة أشباح يعود إلى القرن 19                         | دُمر في حريق ديكسي فاير                                     | يوليو 2021    | [ 4 ] |
| منتجع White Sulphur Springs             | مقاطعة نابا، كاليفورنيا                   | أقدم منتجع مياه معدنية شمال كاليفورنيا (منذ 1852)         | دُمر بالكامل في حريق "غلاس فاير"                            | أكتوبر 2020   | [ 5 ] |
| جسر Zhenhai                             | هوانغشان، الصين                           | جسر حجري من عهد أسرة مينغ، معلم وطني محمي                 | انهار في فيضانات 2020 العنيفة                              | 7 يوليو 2020  | [ 6 ] |
| جسر Lecheng                             | جينغده، الصين                             | جسر حجري من عهد أسرة تشينغ محمي محليًا                     | دُمر بسبب السيول الجبلية في فيضانات 2020                    | 6 يوليو 2020  | [ 7 ] |
| جسر Honey Run Covered Bridge            | مقاطعة بوت، كاليفورنيا                    | جسر خشبي مغطى من عام 1886، مدرج في السجل الوطني الأمريكي  | احترق في حريق كامب فاير المرتبط بأحوال الطقس               | 8 نوفمبر 2018 | [ 8 ] |

## معالم تضررت بشكل جزئي
| المعلم                       | الموقع             | الوصف                                        | الضرر                                                         | تاريخ التأثير | مرجع   |
| ---------------------------- | ------------------ | -------------------------------------------- | ------------------------------------------------------------- | ------------- | ------ |
| الهرم في موقع إهوتزيو الأثري | ميتشواكان، المكسيك | هيكل هرمي من حضارة البيوريبيشا (1200–1521 م) | انهار جزء من الهيكل بسبب الأمطار الغزيرة                      | 29 يوليو 2024 | [ 9 ]  |
| المسجد الكبير في سامراء      | سامراء، العراق     | مسجد من القرن التاسع الشهير بمئذنته اللولبية | تآكل بسبب العواصف الرملية المتزايدة الناتجة عن الجفاف والتصحر | غير محدد      | [ 10 ] |
| معبد عشتار                   | بابل، العراق       | معبد يعود لحضارة بلاد ما بين النهرين         | تشققات في الطوب بسبب تراكم الأملاح الناتجة عن جفاف الأنهار    | غير محدد      | [ 10 ] |